# قبیزدره
قبیزدره (به لاتین: Qəbizdərə، به آواری: КъибицIдира) یک منطقه مسکونی در جمهوری آذربایجان است که در شهرستان  واقع شده است. قبیزدره ۲۵۰ نفر جمعیت دارد. بیشتر مردم آن از نژاد آوار هستند.